# Jacob Prætorius l'Ancien
Pour les autres membres de cette famille, voir Prætorius et pour les homonymes, voir Jacob Prætorius le Jeune.
Jacob Prætorius (forme latinisée de Schulz, Schulze, Schultz ou Schultze), né vers 1530 à Magdebourg et mort en 1586 à Hambourg, est un organiste et compositeur allemand.

## Biographie
Jacob Prætorius naît vers 1530 à Magdebourg,,.
On connaît fort peu de détails de sa vie. Il est probablement disciple, dans sa ville natale, de Martin Agricola. Après s'être converti au protestantisme, il s'installe à Hambourg, où il est clerc en 1550 à l'église Saint-Jacques et à la chapelle Sainte-Gertrude. Il devient en 1554 organiste assistant de l'église Saint-Jacques, avant d'être premier organiste des deux institutions de 1558 à sa mort,,.
Il meurt à Hambourg en 1586,,. Il est le père de l'organiste et compositeur Hieronymus Prætorius,.

## Œuvre
Jacob Prætorius publie en 1554 un recueil de chants liturgiques monophoniques et de chorals, Cantilenae sacrae,,.
Il publie également en 1566 le recueil Opus musicum excellens et novum, qui contient plus de 204 œuvres de compositeurs allemands et néerlandais. Parmi elles, seul un Te deum laudamus à quatre parties peut lui être attribué de façon certaine. La plupart des autres œuvres pour quatre à six voix ont été copiées à partir de publications de Georg Rhau, mais quinze d'entre elles ne figurent dans aucune autre source. Seule la première partie du recueil nous est parvenue,,.
Par ailleurs, il existe un Veni in hortum meum à quatre parties qui peut être de lui ou de son descendant Jacob Prætorius le Jeune.